# GSC2411-1656
GSC2411-1656 — хімічно пекулярна зоря спектрального класу B9, що має видиму зоряну величину в смузі V приблизно 10,7.

## Пекулярний хімічний вміст
Зоряна атмосфера GSC2411-1656 має підвищений вміст 
Si
.